# Primera B 2022 (Colombia)
La Temporada 2022 de la Primera B (conocida como Torneo BetPlay Dimayor 2022 por motivos de patrocinio), fue la trigésimo tercera (33.a) edición del torneo de la segunda división del fútbol profesional colombiano.

## Sistema de juego

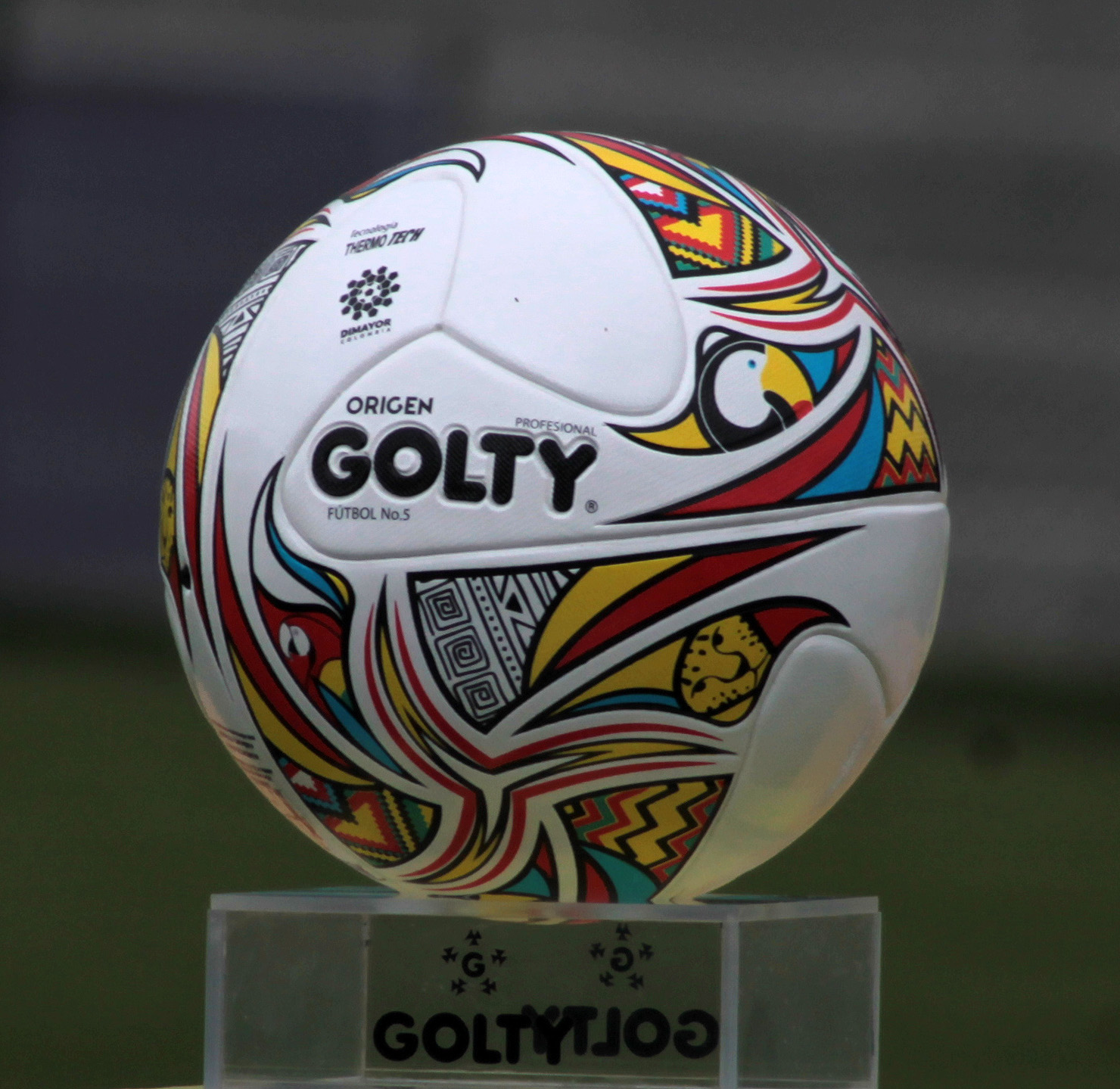
Origen, el balón oficial del fútbol colombiano en la temporada 2022.

Según lo acordado en la asamblea de la División Mayor del Fútbol Colombiano del 17 de diciembre de 2021, el sistema de juego regresó a como se jugó en la temporada 2019, con dos torneos en el año (Apertura y Finalización), cada uno de ellos dividido en 3 fases: La fase de todos contra todos (con una jornada de descanso en el torneo Apertura al haber 15 equipos participantes y 15 jornadas), una fase de cuadrangulares semifinales que definieron los dos mejores equipos de cada torneo y la final donde jugaron dos partidos para obtener el título de cada torneo.
Los dos ganadores de cada torneo jugaron la gran final del año en partidos de ida y vuelta que decidieron al primer ascendido a la Categoría Primera A para 2023. El perdedor de ese duelo buscó el último cupo para ascender a la primera división frente al mejor de la reclasificación del año de la Primera B (que no fuera el campeón) en partidos de ida y vuelta.
En caso de que un club ganara los dos torneos, este ascendería de manera directa a la Categoría Primera A y el segundo ascenso sería disputado por los siguientes dos clubes que estuvieran mejor ubicados en la reclasificación, con partidos de ida y vuelta.
|                                  |                                  | Formato | Clasificación del campeón |
| -------------------------------- | -------------------------------- | --- | ------------------------- |
| Torneo Apertura (15 equipos)     | Torneo Apertura (15 equipos)     | - Sistema de liga donde se juegan los 14 partidos de ida (los partidos de vuelta se juegan en el Torneo Finalización) Cada equipo tuvo una jornada de descanso - Los 8 equipos mejor posicionados avanzan a los cuadrangulares semifinales - Los ganadores de cada cuadrangular disputan la final del torneo a doble partido (ida y vuelta) | - Gran Final              |
| Torneo Finalización (16 equipos) | Torneo Finalización (16 equipos) | - Sistema de liga donde se juegan los 15 partidos de vuelta (los partidos de ida se juegan en el Torneo Apertura) y una fecha de clásicos - Los 8 equipos mejor posicionados avanzan a los cuadrangulares semifinales - Los ganadores de cada cuadrangular disputan la final del torneo a doble partido (ida y vuelta)                      | - Gran Final              |
| Gran Final (2 equipos)           | Gran Final (2 equipos)           | - El campeón del Torneo Apertura y el campeón del Torneo Finalización juegan una final de ida y vuelta | - Categoría Primera A     |
| Repechaje (2 equipos)            | Repechaje (2 equipos)            | - Partidos de ida y vuelta entre el perdedor de la gran final y el mejor de la reclasificación del año (que no sea el campeón). | - Categoría Primera A     |

## Datos de los clubes

### Relevo anual de clubes
| Ascendidos a la Primera A                                                      |
| ------------------------------------------------------------------------------ |
| Unión Magdalena (Ganador del Cuadrangular B y campeón de la Primera B 2021-II) |
| Cortuluá (Ganador del Cuadrangular A y subcampeón de la Primera B 2021-II)     |

| Descendidos a la Primera B                                         |
| ------------------------------------------------------------------ |
| Atlético Huila (Peor promedio acumulado en la Primera A)           |
| Deportes Quindío (Segundo peor promedio acumulado en la Primera A) |

### Equipos participantes
- Luego de ser readmitido como socio de la Dimayor el día 20 de abril de 2022, Cúcuta Deportivo regresó al torneo de segunda división para esta temporada, participando a partir del Torneo Finalización.[5]

| Equipo               | Entrenador         | Ciudad/Municipio | Estadio                        | Aforo  |
| -------------------- | ------------------ | ---------------- | ------------------------------ | ------ |
| Atlético F. C.       | Giovanni Hernández | Cali             | Pascual Guerrero               | 35 400 |
| Atlético Huila       | Néstor Craviotto   | Neiva            | Guillermo Plazas Alcid         | 4000   |
| Barranquilla F. C.   | Arturo Reyes       | Barranquilla     | Romelio Martínez               | 8000   |
| Boca Juniors de Cali | Alejandro Guerrero | Cali             | Pascual Guerrero               | 35 400 |
| Bogotá F. C.         | David Suárez       | Bogotá           | Metropolitano de Techo         | 8000   |
| Boyacá Chicó         | Jhon Jaime Gómez   | Tunja            | La Independencia               | 20 630 |
| Cúcuta Deportivo     | Bernardo Redín     | Cúcuta           | General Santander              | 42 000 |
| Deportes Quindío     | Oscar Quintabani   | Armenia          | Centenario de Armenia          | 20 710 |
| Fortaleza CEIF       | Nelson Flórez      | Bogotá           | Metropolitano de Techo         | 8000   |
| Itagüí Leones        | Álvaro Hernández   | Itagüí           | Metropolitano Ciudad de Itagüí | 12 000 |
| Llaneros             | Jersson González   | Villavicencio    | Bello Horizonte                | 15 000 |
| Orsomarso S. C.      | Víctor Barón       | Palmira          | Francisco Rivera Escobar       | 15 300 |
| Real Cartagena       | Martín Cardetti    | Cartagena        | Jaime Morón León               | 16 060 |
| Real Santander       | José Luis García   | Piedecuesta      | Villa Concha                   | 5500   |
| Tigres F. C.         | Jorge Andrés Rojas | Bogotá           | Metropolitano de Techo         | 8000   |
| Valledupar F. C.     | José Gómez         | Valledupar       | Armando Maestre Pavajeau       | 14 000 |

| Bogotá, D. C. | 3 | Bogotá F. C., Tigres F. C. y Fortaleza CEIF      | \| Real Santander Barranquilla Valledupar Real Cartagena Leones Boyacá Chicó Fortaleza Bogotá Tigres Quindío Llaneros Orsomarso Atlético Boca Juniors Huila Cúcuta \| |
| Valle del Cauca | 3 | Atlético F. C., Boca Juniors de Cali y Orsomarso | \| Real Santander Barranquilla Valledupar Real Cartagena Leones Boyacá Chicó Fortaleza Bogotá Tigres Quindío Llaneros Orsomarso Atlético Boca Juniors Huila Cúcuta \| |
| Antioquia | 1 | Leones                                           | \| Real Santander Barranquilla Valledupar Real Cartagena Leones Boyacá Chicó Fortaleza Bogotá Tigres Quindío Llaneros Orsomarso Atlético Boca Juniors Huila Cúcuta \| |
| Atlántico | 1 | Barranquilla F. C.                               | \| Real Santander Barranquilla Valledupar Real Cartagena Leones Boyacá Chicó Fortaleza Bogotá Tigres Quindío Llaneros Orsomarso Atlético Boca Juniors Huila Cúcuta \| |
| Bolívar | 1 | Real Cartagena                                   | \| Real Santander Barranquilla Valledupar Real Cartagena Leones Boyacá Chicó Fortaleza Bogotá Tigres Quindío Llaneros Orsomarso Atlético Boca Juniors Huila Cúcuta \| |
| Boyacá | 1 | Boyacá Chicó                                     | \| Real Santander Barranquilla Valledupar Real Cartagena Leones Boyacá Chicó Fortaleza Bogotá Tigres Quindío Llaneros Orsomarso Atlético Boca Juniors Huila Cúcuta \| |
| Norte de Santander | 1 | Cúcuta Deportivo                                 | \| Real Santander Barranquilla Valledupar Real Cartagena Leones Boyacá Chicó Fortaleza Bogotá Tigres Quindío Llaneros Orsomarso Atlético Boca Juniors Huila Cúcuta \| |
| Cesar | 1 | Valledupar F. C.                                 | \| Real Santander Barranquilla Valledupar Real Cartagena Leones Boyacá Chicó Fortaleza Bogotá Tigres Quindío Llaneros Orsomarso Atlético Boca Juniors Huila Cúcuta \| |
| Huila | 1 | Atlético Huila                                   | \| Real Santander Barranquilla Valledupar Real Cartagena Leones Boyacá Chicó Fortaleza Bogotá Tigres Quindío Llaneros Orsomarso Atlético Boca Juniors Huila Cúcuta \| |
| Meta | 1 | Llaneros                                         | \| Real Santander Barranquilla Valledupar Real Cartagena Leones Boyacá Chicó Fortaleza Bogotá Tigres Quindío Llaneros Orsomarso Atlético Boca Juniors Huila Cúcuta \| |
| Quindío | 1 | Deportes Quindío                                 | \| Real Santander Barranquilla Valledupar Real Cartagena Leones Boyacá Chicó Fortaleza Bogotá Tigres Quindío Llaneros Orsomarso Atlético Boca Juniors Huila Cúcuta \| |
| Santander | 1 | Real Santander                                   | \| Real Santander Barranquilla Valledupar Real Cartagena Leones Boyacá Chicó Fortaleza Bogotá Tigres Quindío Llaneros Orsomarso Atlético Boca Juniors Huila Cúcuta \| |
| Real Santander Barranquilla Valledupar Real Cartagena Leones Boyacá Chicó Fortaleza Bogotá Tigres Quindío Llaneros Orsomarso Atlético Boca Juniors Huila Cúcuta |   |                                                  | \| Real Santander Barranquilla Valledupar Real Cartagena Leones Boyacá Chicó Fortaleza Bogotá Tigres Quindío Llaneros Orsomarso Atlético Boca Juniors Huila Cúcuta \| |

## Torneo Apertura

### Todos contra todos

#### Clasificación
| Pos. | Equipo               | Pts. | PJ | G | E | P | GF | GC | Dif. | Clasificación               |
| ---- | -------------------- | ---- | -- | - | - | - | -- | -- | ---- | --------------------------- |
| 1    | Leones               | 27   | 14 | 8 | 3 | 3 | 21 | 10 | +11  | Cuadrangulares semifinales. |
| 2    | Fortaleza CEIF       | 25   | 14 | 7 | 4 | 3 | 26 | 17 | +9   | Cuadrangulares semifinales. |
| 3    | Deportes Quindío     | 25   | 14 | 6 | 7 | 1 | 17 | 8  | +9   | Cuadrangulares semifinales. |
| 4    | Real Cartagena       | 25   | 14 | 7 | 4 | 3 | 19 | 16 | +3   | Cuadrangulares semifinales. |
| 5    | Tigres               | 22   | 14 | 6 | 4 | 4 | 16 | 12 | +4   | Cuadrangulares semifinales. |
| 6    | Boyacá Chicó         | 22   | 14 | 6 | 4 | 4 | 18 | 16 | +2   | Cuadrangulares semifinales. |
| 7    | Llaneros             | 22   | 14 | 6 | 4 | 4 | 14 | 12 | +2   | Cuadrangulares semifinales. |
| 8    | Bogotá F. C.         | 22   | 14 | 6 | 4 | 4 | 17 | 16 | +1   | Cuadrangulares semifinales. |
| 9    | Valledupar F. C.     | 21   | 14 | 5 | 6 | 3 | 15 | 12 | +3   |                             |
| 10   | Orsomarso            | 18   | 14 | 5 | 3 | 6 | 14 | 20 | −6   |                             |
| 11   | Atlético             | 14   | 14 | 3 | 5 | 6 | 10 | 14 | −4   |                             |
| 12   | Real Santander       | 11   | 14 | 2 | 5 | 7 | 13 | 21 | −8   |                             |
| 13   | Barranquilla F. C.   | 10   | 14 | 2 | 4 | 8 | 13 | 23 | −10  |                             |
| 14   | Atlético Huila       | 9    | 14 | 1 | 6 | 7 | 7  | 14 | −7   |                             |
| 15   | Boca Juniors de Cali | 8    | 14 | 1 | 5 | 8 | 10 | 19 | −9   |                             |

 Fuente: Dimayor

##### Evolución de la clasificación
| Leones               | 9  | 7  | 2  | 1  | 1  | 1  | 1  | 1  | 1  | 1  | 1  | 1  | 1  | 1  | 1  |
| Fortaleza CEIF       | 1  | 1  | 5  | 7  | 9  | 6  | 3  | 2  | 2  | 2  | 2  | 2  | 2  | 4  | 2  |
| Deportes Quindío     | 10 | 10 | 10 | 11 | 11 | 7  | 7  | 6  | 9  | 5  | 5  | 5  | 4  | 3  | 3  |
| Real Cartagena       | 3  | 2  | 1  | 2  | 3  | 2  | 2  | 4  | 4  | 4  | 3  | 4  | 3  | 2  | 4  |
| Tigres               | 11 | 11 | 11 | 13 | 10 | 5  | 9  | 10 | 7  | 9  | 6  | 8  | 6  | 6  | 5  |
| Boyacá Chicó         | 8  | 9  | 6  | 5  | 2  | 3  | 4  | 5  | 8  | 8  | 10 | 7  | 9  | 8  | 6  |
| Llaneros             | 12 | 14 | 12 | 14 | 14 | 13 | 12 | 13 | 13 | 11 | 11 | 11 | 8  | 7  | 7  |
| Bogotá F. C.         | 2  | 3  | 3  | 3  | 4  | 9  | 5  | 3  | 3  | 3  | 4  | 3  | 5  | 5  | 8  |
| Valledupar F. C.     | 6  | 6  | 9  | 10 | 5  | 8  | 8  | 7  | 5  | 6  | 9  | 9  | 10 | 9  | 9  |
| Orsomarso            | 4  | 4  | 8  | 4  | 6  | 10 | 11 | 9  | 6  | 7  | 8  | 6  | 7  | 10 | 10 |
| Atlético             | 5  | 5  | 4  | 6  | 8  | 4  | 6  | 8  | 10 | 10 | 7  | 10 | 11 | 11 | 11 |
| Real Santander       | 14 | 12 | 7  | 8  | 12 | 12 | 13 | 11 | 11 | 12 | 12 | 12 | 13 | 12 | 12 |
| Barranquilla F. C.   | 7  | 8  | 15 | 9  | 7  | 11 | 10 | 12 | 12 | 13 | 13 | 13 | 12 | 13 | 13 |
| Atlético Huila       | 15 | 13 | 14 | 12 | 13 | 14 | 14 | 14 | 14 | 15 | 15 | 15 | 14 | 14 | 14 |
| Boca Juniors de Cali | 13 | 15 | 13 | 15 | 15 | 15 | 15 | 15 | 15 | 14 | 14 | 14 | 15 | 15 | 15 |

#### Resultados
- La hora de cada encuentro corresponde al huso horario que rige a Colombia (UTC-5).

Nota: Los horarios y partidos de televisión se definen la semana previa a cada jornada. Los canales Win Sports y Win Sports+ son los medios de difusión por televisión autorizados por la Dimayor para la transmisión por cable de tres partidos por fecha.
| Fortaleza CEIF            | 3 : 1 | Atlético Huila       | Metropolitano de Techo    | 22 de enero   | 14:00 | Win Sports+              |
| Atlético                  | 1 : 0 | Boca Juniors de Cali | Olímpico Pascual Guerrero | 22 de enero   | 15:00 | Sin transmisión          |
| Tigres                    | 1 : 2 | Real Cartagena       | Metropolitano de Techo    | 23 de enero   | 14:00 | Win Sports+ y Win Sports |
| Valledupar F. C.          | 1 : 0 | Real Santander       | Armando Maestre Pavajeau  | 23 de enero   | 15:00 | Sin transmisión          |
| Llaneros                  | 0 : 1 | Orsomarso            | Bello Horizonte           | 24 de enero   | 15:00 | Sin transmisión          |
| Deportes Quindío          | 1 : 2 | Bogotá F. C.         | Centenario de Armenia     | 24 de enero   | 19:40 | Win Sports+              |
| Boyacá Chicó              | 1 : 0 | Leones               | La Independencia          | 16 de febrero | 20:00 | Sin transmisión          |
| Libre: Barranquilla F. C. |       |                      |                           |               |       |                          |

| Atlético        | 0 : 0 | Valledupar F. C.     | Olímpico Pascual Guerrero      | 29 de enero  | 15:00 | Sin transmisión          |
| Atlético Huila  | 0 : 0 | Barranquilla F. C.   | Guillermo Plazas Alcid         | 29 de enero  | 19:00 | Sin transmisión          |
| Leones          | 2 : 1 | Boca Juniors de Cali | Metropolitano Ciudad de Itagüí | 30 de enero  | 11:00 | Win Sports+ y Win Sports |
| Real Santander  | 0 : 0 | Tigres               | Villa Concha                   | 30 de enero  | 15:00 | Sin transmisión          |
| Orsomarso       | 1 : 1 | Deportes Quindío     | Francisco Rivera Escobar       | 31 de enero  | 14:00 | Win Sports+              |
| Bogotá F. C.    | 0 : 0 | Boyacá Chicó         | Metropolitano de Techo         | 31 de enero  | 16:05 | Win Sports+              |
| Real Cartagena  | 1 : 1 | Fortaleza CEIF       | Olímpico Jaime Morón León      | 1 de febrero | 15:30 | Sin transmisión          |
| Libre: Llaneros |       |                      |                                |              |       |                          |

| Tigres                | 1 : 1 | Atlético       | Metropolitano de Techo   | 5 de febrero | 14:00 | Win Sports+              |
| Boca Juniors de Cali  | 1 : 1 | Bogotá F. C.   | Doce de Octubre          | 5 de febrero | 15:00 | Sin transmisión          |
| Barranquilla F. C.    | 0 : 2 | Real Cartagena | Romelio Martínez         | 5 de febrero | 18:10 | Win Sports+ y Win Sports |
| Boyacá Chicó          | 2 : 1 | Orsomarso      | La Independencia         | 5 de febrero | 20:00 | Sin transmisión          |
| Deportes Quindío      | 0 : 0 | Llaneros       | Centenario de Armenia    | 5 de febrero | 20:15 | Win Sports+              |
| Valledupar F. C.      | 0 : 1 | Leones         | Armando Maestre Pavajeau | 6 de febrero | 15:00 | Sin transmisión          |
| Fortaleza CEIF        | 2 : 3 | Real Santander | Metropolitano de Techo   | 6 de febrero | 15:00 | Sin transmisión          |
| Libre: Atlético Huila |       |                |                          |              |       |                          |

| Leones                  | 3 : 1 | Tigres               | Metropolitano Ciudad de Itagüí | 13 de febrero | 14:00 | Win Sports+ y Win Sports |
| Llaneros                | 1 : 2 | Boyacá Chicó         | Bello Horizonte                | 13 de febrero | 15:00 | Sin transmisión          |
| Real Santander          | 2 : 3 | Barranquilla F. C.   | Villa Concha                   | 13 de febrero | 15:00 | Sin transmisión          |
| Atlético                | 2 : 2 | Fortaleza CEIF       | Olímpico Pascual Guerrero      | 13 de febrero | 15:00 | Sin transmisión          |
| Orsomarso               | 2 : 0 | Boca Juniors de Cali | Francisco Rivera Escobar       | 14 de febrero | 15:00 | Sin transmisión          |
| Bogotá F. C.            | 2 : 1 | Valledupar F. C.     | Metropolitano de Techo         | 14 de febrero | 18:00 | Win Sports+              |
| Real Cartagena          | 1 : 1 | Atlético Huila       | Olímpico Jaime Morón León      | 14 de febrero | 20:00 | Win Sports+              |
| Libre: Deportes Quindío |       |                      |                                |               |       |                          |

| Tigres                | 3 : 0 | Bogotá F. C.     | Metropolitano de Techo   | 18 de febrero | 15:00 | Sin transmisión          |
| Barranquilla F. C.    | 1 : 0 | Atlético         | Romelio Martínez         | 18 de febrero | 19:40 | Win Sports+ y Win Sports |
| Boca Juniors de Cali  | 1 : 1 | Llaneros         | Doce de Octubre          | 19 de febrero | 14:00 | Win Sports+              |
| Fortaleza CEIF        | 1 : 2 | Leones           | Metropolitano de Techo   | 19 de febrero | 15:00 | Sin transmisión          |
| Atlético Huila        | 1 : 1 | Real Santander   | Guillermo Plazas Alcid   | 19 de febrero | 19:00 | Sin transmisión          |
| Valledupar F. C.      | 2 : 0 | Orsomarso        | Armando Maestre Pavajeau | 20 de febrero | 15:00 | Sin transmisión          |
| Boyacá Chicó          | 2 : 3 | Deportes Quindío | La Independencia         | 21 de febrero | 17:30 | Win Sports+              |
| Libre: Real Cartagena |       |                  |                          |               |       |                          |

| Llaneros            | 0 : 0 | Valledupar F. C.     | Olímpico Jaime Morón León      | 26 de febrero | 15:00 | Sin transmisión          |
| Orsomarso           | 0 : 2 | Tigres               | Francisco Rivera Escobar       | 26 de febrero | 15:00 | Sin transmisión          |
| Leones              | 3 : 1 | Barranquilla F. C.   | Metropolitano Ciudad de Itagüí | 27 de febrero | 14:00 | Win Sports+ y Win Sports |
| Real Santander      | 1 : 2 | Real Cartagena       | Villa Concha                   | 27 de febrero | 15:00 | Sin transmisión          |
| Bogotá F. C.        | 0 : 1 | Fortaleza CEIF       | Metropolitano de Techo         | 27 de febrero | 15:00 | Sin transmisión          |
| Atlético            | 1 : 0 | Atlético Huila       | Olímpico Pascual Guerrero      | 28 de febrero | 15:30 | Win Sports+              |
| Deportes Quindío    | 1 : 0 | Boca Juniors de Cali | Centenario de Armenia          | 28 de febrero | 17:30 | Win Sports+              |
| Libre: Boyacá Chicó |       |                      |                                |               |       |                          |

| Boca Juniors de Cali  | 1 : 1 | Boyacá Chicó     | Olímpico Pascual Guerrero | 6 de marzo | 14:00 | Win Sports+ y Win Sports |
| Real Cartagena        | 0 : 0 | Atlético         | Olímpico Jaime Morón León | 6 de marzo | 15:00 | Sin transmisión          |
| Tigres                | 0 : 1 | Llaneros         | Metropolitano de Techo    | 6 de marzo | 15:00 | Sin transmisión          |
| Barranquilla F. C.    | 2 : 4 | Bogotá F. C.     | Romelio Martínez          | 6 de marzo | 16:00 | Sin transmisión          |
| Fortaleza CEIF        | 6 : 2 | Orsomarso        | Metropolitano de Techo    | 7 de marzo | 15:00 | Sin transmisión          |
| Atlético Huila        | 1 : 1 | Leones           | Guillermo Plazas Alcid    | 7 de marzo | 15:30 | Win Sports+              |
| Valledupar F. C.      | 0 : 0 | Deportes Quindío | Armando Maestre Pavajeau  | 7 de marzo | 17:30 | Win Sports+              |
| Libre: Real Santander |       |                  |                           |            |       |                          |

| Atlético                    | 0 : 1 | Real Santander     | Olímpico Pascual Guerrero      | 9 de marzo  | 18:00 | Win Sports+              |
| Leones                      | 1 : 0 | Real Cartagena     | Metropolitano Ciudad de Itagüí | 10 de marzo | 15:00 | Sin transmisión          |
| Orsomarso                   | 2 : 1 | Barranquilla F. C. | Francisco Rivera Escobar       | 10 de marzo | 15:00 | Sin transmisión          |
| Deportes Quindío            | 0 : 0 | Tigres             | Centenario de Armenia          | 10 de marzo | 18:00 | Sin transmisión          |
| Boyacá Chicó                | 2 : 2 | Valledupar F. C.   | La Independencia               | 10 de marzo | 18:00 | Win Sports+              |
| Bogotá F. C.                | 2 : 0 | Atlético Huila     | Metropolitano de Techo         | 11 de marzo | 14:00 | Win Sports+ y Win Sports |
| Llaneros                    | 0 : 1 | Fortaleza CEIF     | Bello Horizonte                | 14 de marzo | 15:00 | Sin transmisión          |
| Libre: Boca Juniors de Cali |       |                    |                                |             |       |                          |

| Real Cartagena     | 1 : 1 | Bogotá F. C.         | Olímpico Jaime Morón León      | 19 de marzo | 15:15 | Win Sports+ y Win Sports |
| Atlético Huila     | 0 : 1 | Orsomarso            | Guillermo Plazas Alcid         | 19 de marzo | 19:00 | Sin transmisión          |
| Fortaleza CEIF     | 2 : 2 | Deportes Quindío     | Metropolitano de Techo         | 20 de marzo | 14:00 | Win Sports+              |
| Valledupar F. C.   | 2 : 1 | Boca Juniors de Cali | Armando Maestre Pavajeau       | 20 de marzo | 14:00 | Sin transmisión          |
| Real Santander     | 0 : 4 | Leones               | Villa Concha                   | 21 de marzo | 13:45 | Win Sports+              |
| Tigres             | 1 : 0 | Boyacá Chicó         | Metropolitano de Techo         | 22 de marzo | 15:00 | Sin transmisión          |
| Barranquilla F. C. | 1 : 2 | Llaneros             | Metropolitano Roberto Meléndez | 6 de abril  | 16:00 | Sin transmisión          |
| Libre: Atlético    |       |                      |                                |             |       |                          |

| Leones                  | 1 : 1 | Atlético           | Metropolitano Ciudad de Itagüí | 25 de marzo | 18:05 | Win Sports+              |
| Deportes Quindío        | 2 : 1 | Barranquilla F. C. | Centenario de Armenia          | 25 de marzo | 20:05 | Win Sports+              |
| Llaneros                | 2 : 1 | Atlético Huila     | Bello Horizonte                | 26 de marzo | 15:00 | Sin transmisión          |
| Bogotá F. C.            | 2 : 1 | Real Santander     | Metropolitano de Techo         | 26 de marzo | 15:00 | Sin transmisión          |
| Boca Juniors de Cali    | 2 : 0 | Tigres             | Olímpico Pascual Guerrero      | 26 de marzo | 15:00 | Sin transmisión          |
| Boyacá Chicó            | 0 : 1 | Fortaleza CEIF     | La Independencia               | 26 de marzo | 20:00 | Sin transmisión          |
| Orsomarso               | 1 : 2 | Real Cartagena     | Francisco Rivera Escobar       | 28 de marzo | 14:00 | Win Sports+ y Win Sports |
| Libre: Valledupar F. C. |       |                    |                                |             |       |                          |

| Real Cartagena     | 2 : 0 | Llaneros             | Olímpico Jaime Morón León      | 1 de abril | 17:30 | Win Sports+              |
| Fortaleza CEIF     | 3 : 1 | Boca Juniors de Cali | Metropolitano de Techo         | 2 de abril | 15:00 | Sin transmisión          |
| Real Santander     | 0 : 0 | Orsomarso            | Villa Concha                   | 3 de abril | 13:00 | Win Sports+              |
| Tigres             | 3 : 2 | Valledupar F. C.     | Metropolitano de Techo         | 3 de abril | 15:00 | Sin transmisión          |
| Barranquilla F. C. | 2 : 2 | Boyacá Chicó         | Metropolitano Roberto Meléndez | 3 de abril | 16:00 | Sin transmisión          |
| Atlético Huila     | 0 : 0 | Deportes Quindío     | Guillermo Plazas Alcid         | 3 de abril | 17:00 | Sin transmisión          |
| Atlético           | 3 : 1 | Bogotá F. C.         | Olímpico Pascual Guerrero      | 5 de abril | 19:40 | Win Sports+ y Win Sports |
| Libre: Leones      |       |                      |                                |            |       |                          |

| Boyacá Chicó         | 1 : 0 | Atlético Huila     | La Independencia          | 8 de abril  | 18:00 | Win Sports+              |
| Bogotá F. C.         | 1 : 0 | Leones             | Metropolitano de Techo    | 9 de abril  | 14:00 | Win Sports+ y Win Sports |
| Valledupar F. C.     | 1 : 1 | Fortaleza CEIF     | Sierra Nevada             | 10 de abril | 15:00 | Sin transmisión          |
| Orsomarso            | 1 : 0 | Atlético           | Francisco Rivera Escobar  | 10 de abril | 15:00 | Sin transmisión          |
| Llaneros             | 2 : 2 | Real Santander     | Bello Horizonte           | 10 de abril | 15:00 | Sin transmisión          |
| Boca Juniors de Cali | 0 : 0 | Barranquilla F. C. | Olímpico Pascual Guerrero | 11 de abril | 15:00 | Sin transmisión          |
| Deportes Quindío     | 5 : 0 | Real Cartagena     | Centenario de Armenia     | 12 de abril | 17:30 | Win Sports+              |
| Libre: Tigres        |       |                    |                           |             |       |                          |

| Atlético            | 1 : 3 | Llaneros             | Olímpico Pascual Guerrero      | 15 de abril | 15:00 | Win Sports+              |
| Fortaleza CEIF      | 1 : 2 | Tigres               | Metropolitano de Techo         | 15 de abril | 17:15 | Win Sports+ y Win Sports |
| Real Santander      | 0 : 1 | Deportes Quindío     | Villa Concha                   | 16 de abril | 15:00 | Sin transmisión          |
| Barranquilla F. C.  | 1 : 1 | Valledupar F. C.     | Romelio Martínez               | 16 de abril | 16:00 | Sin transmisión          |
| Atlético Huila      | 2 : 0 | Boca Juniors de Cali | Guillermo Plazas Alcid         | 17 de abril | 16:00 | Sin transmisión          |
| Leones              | 3 : 1 | Orsomarso            | Metropolitano Ciudad de Itagüí | 18 de abril | 15:00 | Sin transmisión          |
| Real Cartagena      | 3 : 1 | Boyacá Chicó         | Olímpico Jaime Morón León      | 19 de abril | 19:40 | Win Sports+              |
| Libre: Bogotá F. C. |       |                      |                                |             |       |                          |

| Deportes Quindío      | 1 : 0 | Atlético           | Centenario de Armenia     | 22 de abril | 20:00 | Win Sports+              |
| Orsomarso             | 1 : 1 | Bogotá F. C.       | Francisco Rivera Escobar  | 23 de abril | 14:00 | Win Sports+ y Win Sports |
| Llaneros              | 1 : 0 | Leones             | Bello Horizonte           | 23 de abril | 15:00 | Sin transmisión          |
| Valledupar F. C.      | 1 : 0 | Atlético Huila     | Armando Maestre Pavajeau  | 24 de abril | 15:00 | Sin transmisión          |
| Tigres                | 2 : 0 | Barranquilla F. C. | Metropolitano de Techo    | 25 de abril | 15:00 | Sin transmisión          |
| Boca Juniors de Cali  | 1 : 2 | Real Cartagena     | Olímpico Pascual Guerrero | 25 de abril | 15:00 | Sin transmisión          |
| Boyacá Chicó          | 2 : 1 | Real Santander     | La Independencia          | 25 de abril | 19:40 | Win Sports+              |
| Libre: Fortaleza CEIF |       |                    |                           |             |       |                          |

| Real Santander     | 1 : 1 | Boca Juniors de Cali | Villa Concha                   | 3 de mayo | 14:00 | Sin transmisión                  |
| Bogotá F. C.       | 0 : 1 | Llaneros             | Metropolitano de Techo         | 3 de mayo | 18:00 | Win Sports                       |
| Real Cartagena     | 1 : 2 | Valledupar F. C.     | Olímpico Jaime Morón León      | 3 de mayo | 18:00 | Win Sports+                      |
| Atlético           | 0 : 2 | Boyacá Chicó         | Olímpico Pascual Guerrero      | 3 de mayo | 18:00 | Winsports.co y Win Sports Online |
| Barranquilla F. C. | 0 : 1 | Fortaleza CEIF       | Romelio Martínez               | 3 de mayo | 18:00 | Sin transmisión                  |
| Leones             | 0 : 0 | Deportes Quindío     | Metropolitano Ciudad de Itagüí | 3 de mayo | 18:00 | Sin transmisión                  |
| Atlético Huila     | 0 : 0 | Tigres               | Guillermo Plazas Alcid         | 3 de mayo | 18:00 | Sin transmisión                  |
| Libre: Orsomarso   |       |                      |                                |           |       |                                  |

### Cuadrangulares semifinales
- La hora de cada encuentro corresponde al huso horario que rige a Colombia (UTC-5).

Al finalizar la primera fase del campeonato —también denominada «Todos contra todos»—, los ocho equipos con mayor puntaje disputaron la segunda fase, los cuadrangulares semifinales. Para los cuadrangulares los ocho equipos clasificados se dividieron en dos grupos previamente sorteados de igual número de participantes, de manera que los equipos que ocuparon el 1.° y 2.° puesto en la fase de todos contra todos fueron sembrados como cabezas de serie del Grupo A y Grupo B, respectivamente. Los otros seis clasificados fueron debidamente sorteados, y se emparejaron de la siguiente manera: 3.° y 4.°; 5.° y 6.°; 7.° y 8.°, el equipo de cada emparejamiento con la mejor posición fue sorteado en un grupo y sembró a su pareja en el otro grupo.
Tras tener cada grupo formado con sus cuatro equipos participantes, se llevaron a cabo enfrentamientos con el formato todos contra todos, a ida y vuelta, dando como resultado seis fechas en disputa. Los equipos ganadores de cada grupo al final de las seis fechas, obtuvieron el cupo a la final del torneo.